# Санкт-Петербургский Мариинский институт

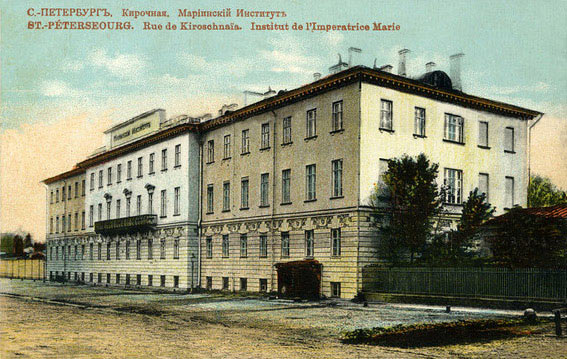
Здание Мариинского института.
Арх. А. И. Штакеншнейдер.

Санкт-Петербургский Мариинский институт —  женское учебное заведение системы Ведомства учреждений императрицы Марии.

## История
Создан по инициативе императрицы Марии Фёдоровны. Мысль об учреждении этого учебного заведения она высказала в письме от 4 января 1797 года на имя совета Воспитательного общества благородных девиц, в котором, как она считала, было необходимо уменьшить число «мещанских девиц»; при этом для них она намеревалась открыть сиротское училище. Приём в него начался 26 июня 1797 года, когда была принята 14-летняя дочь «тафельдекера Анна Альбрехт». В момент открытия, 18 сентября 1797 года, в училище было 10 воспитанниц, а к 1 января 1798 года — 19, в основном — дочери мелких чиновников и не все были круглые сироты. Надзирательницей и смотрителем дома (впоследствии — главная надзирательница и директор) были назначены супруги Анерт. Первоначально, число воспитанниц было определено в 50 человек, в числе которых было 10 пансионерок императрицы. Принимались девицы в возрасте от 10 до 12 лет (для пансионерок императрицы — с 8 до 12 лет). Спустя почти три года, 17 ноября 1800 года последовало высочайшее повеление, по которому училище было присвоено название Мариинского института, в честь основательницы; как отметил Н. С. Карцев:

Для истории просвещения в России важно то обстоятельство, что это учебное заведение впервые ввело у нас два обычая: во-первых, именовать учреждение именем члена царской фамилии, и, во-вторых, именовать учреждение Институтом: до этого момента в России не существовало институтов.

Первый выпуск состоялся 2 июня 1802 года.
В 1807 году императрица составила первый устав института, в котором была определена цель воспитания сирот: «сделать из них честных и добродетельных жён, хороших и сведущих хозяек, попечительных нянек или надзирательниц за детьми, и, в случае нужды, надёжных и исправных прислужниц, искусных во всяких женских рукодельях»; впервые был определён штат института: «директор с очень маленьким жалованием, так что он не всецело служит Институту, директрисса, две классные дамы, эконом, священник, четыре учителя, две рукодельные учительницы (для вышивания и кружев), доктор, кастелянша и прислуга». Финансов выделялось столько, что на каждую воспитанницу Мариинского института приходилось немного меньше (на ¼), чем на воспитанницу Смольного института благородных девиц.
В 1811 году был принят второй устав института. В нём был сделан ряд уточнений, в их числе: «теперь должны были приниматься только дети священников, купцов, ремесленников, мещан и нижних канцелярских служителей; пансионерки Государыни были по преимуществу дочери придворных служащих при комнате Ея Величества, „хотя и не сироты“»; не принимались дети военных для которых предназначались Смольный институт и Военно-сиротский дом. Таким образом, Мариинский институт заботился о женском образовании средних сословий.
Императрица Мария Фёдоровна всегда посещала выпускные экзамены. Учебная часть института определялась уставом. В конце каждого учебного года проводились экзамены. Воспитанницы после четырёх лет обучения разделялись на два разряда: по способностям к умственному или ручному труду. Некоторые учебные предметы преподавались на иностранных языках, например, география, история, домоводство. Обучение в институте могло продолжаться от 4 до 8 лет; крайними сроками для выпуска были определены: для профессионального класса — от 16 лет 3 месяцев до 18 лет; для общеобразовательного — 18 лет (в особых случаях— 17). «Платья воспитанниц были камлотовые зелёного и кофейного цвета», а с 1818 года — только кофейного, а для пансионерок — голубого цвета.
В 1834 году должность директора была упразднена и его функции перешли к учреждённому 14 января 1838 года «Совету Мариинского института». В него вошли секретарь вел. кн. Елены Павловны П. П. Татаринов (председатель Совета), директрисса и инспектор классов . Для контроля и координации его деятельности при великой княгине в 1845 году был образован, под председательством генерал-майора Криденера, «Совещательный комитет по делам Мариинского и Повивального институтов», просуществовавший до 1854 года.
С 1834 года в Мариинский институт стали принимать своекоштных воспитанниц — из потомственных и личных дворян и число воспитанниц к 1841 году выросло до 180 человек. Вносимая за своекоштных воспитанниц плата, не превышала действительной стоимости воспитания: в 1847 году плата за воспитанницу не превышала 180 руб., «а заведению же она обходилась средним числом в 223 руб». С 1847 года в институте вместо двух классов с трёхгодичным курсом обучения было введено четыре класса с двухгодичным курсом; при младшем IV классе существовало подготовительное отделение для воспитанниц моложе девяти лет.
В октябре 1856 года был принят последний, третий Устав Мариинского института, в котором штат воспитанниц был увеличен до 180 человек: к 50 прежним воспитанницам было разрешено обучать стипедианток различных учреждений и своекоштных. Штатом было утверждено 12 классных дам — старших и младших (в 1860 году классов стало 7 и число классных дам увеличено до 14). Мариинский институт был причислен к женским учебным заведениям 2-го разряда Ведомства учреждений императрицы Марии, а служащие института получили права государственной службы по этому Ведомству.
С 1846 года воспитанницы стали отпускаться к родителям на Рождество, с 1847 — на летние каникулы (не более чем на 4-5 недель); с 1856 года эта практика стала правилом.
С 25 февраля 1858 года инспектором классов был назначен Ф. Ф. Эвальд, при котором в 1860 году полуторачасовые уроки были заменены часовыми и даже 55-минутными.
В 1879 году был учреждён дополнительный VIII класс для повторения всего институтского курса и для упражнения в самостоятельных работах по указанию преподавателей.
Летом 1895 года впервые воспитанницы, оставшиеся на каникулах в институте (более 20 человек), были вывезены на арендованную дачу, около станции Сейнио в 10 верстах от Выборга.
В 1897 году институту было позволено отмечать успешных выпускниц награждением шифрами, золотыми и серебряными медалями. Первыми, весной 1897 года получили шифры: М. Поленова, Л. Струве и А. Кутайцева.
В конце 1902 года правила приема в институт были приведены в соответствие с другими учреждениями Ведомства учреждений императрицы Марии и на бесплатные вакансии могли претендовать только дочери лиц, преимущественно имеющих военные или гражданские чины, а также дочери потомственных дворян «недостаточного состояния». Дочери личных дворян, духовенства, почётных граждан и купцов принимались только своекоштными пансионерками.
В 1918 году состоялся последний выпуск Мариинского института.
Ныне в здании Санкт-Петербургского Мариинского института, надстроенном в послевоенные годы, располагается средняя школа № 163.

## Директора
- 1797—1798: Аннерт
- 1798—1812: Гавриил Петрович Виолье
- 1813—1814: полковник Фёдор Иванович Ген (одновременно был директор Военно-сиротского, впоследствии Павловского, института)
- 1814—1815: Григорий Иванович Вилламов
- 1815—1817: Яков Фёдорович Флессиер
- 1817—1828: Никита Васильевич Арсеньев
- 1828—1834: Карл Фёдорович Клингенберг

Председатели Совета Мариинского института
- 1834—?: П. П. Татаринов
- 1852—1887: Фома Егорович Гартман
- 1887—1895: Павел Иванович Гримм[8]
- 1895—1896: Иван Иванович Шамшин
- 1896—?: Михаил Николаевич Капустин

## Директриссы (с 1856 года — начальницы)
- 1797—1799: Аннерт
- 1799—1817: Елизавета Александровна фон Луки (урожд. Вальтрон)
- 1818—1839: Прасковья Ивановна Наймановская (до 1814 г. — Чепегова), взятая в плен в малолетстве турчанка
- 1839—1850: Вильгемина Ивановна Фёрэ (Fehre)[9]
- 1850—1856: Екатерина Юрьевна Андриянова (урожд. Лисянская)[10]
- 1856—1863: Анна Петровна Кологривова
- 1863—1903(?): Мария Сергеевна Ольхина[11]

## Инспекторы классов
- 1836: Христофор Михайлович Лобштейн
- 1837—1846: Фёдор Фёдорович Брандт
- 1847—1858: Егор Андреевич Петерсон
- 1858—1861: Фёдор Фёдорович Эвальд
- 1861—1872: Константин Васильевич Кедров
- 1872—1881: Карл Карлович Арнгейм
- 1881—1889: Герман Павлович Недлер
- 1889—1895: Лев Николаевич Модзалевский
- 1895: Василий Бернгардович Струве
- 1896—?: Николай Сергеевич Карцев

## Здания
Первоначально Мариинский институт разместился у Калинкина моста «в большом доме Зубова» (Набережная реки Фонтанки, 148).
До 1814 года институт переехал в другой здание, около Львиного мостика, «во 2-й Адмиралтейской части, выходящем на Офицерскую, Мариинский переулок и Екатерининский канал» (д. 99); здесь 7 апреля 1818 года была освящена церковь во имя Марии Магдалины.
В 1835 году был утверждён проект нового здания института на земле, выкупленной у наследников чиновника Тебякина, — близ Таврического сада на Кирочной улице, 54 (архитектор А. И. Штакеншнейдер; это была его первая постройка), на строительство которого из казны было выделено 360 тыс. руб. ассигнациями. Спустя 8 лет, в 1845 году «были опасные обвалы штукатурки в дортуарах; в 1847 г., от езды экипажей по Кирочной, во многих местах обвалились наружные карнизы; в 1850 г. в помещении III класса упала штукатурка с потолка, <…> причинив несколько ушибов, хотя несчастий с людьми и не было»; в наружной степени по фасаду появилась трещина. В 1851 году был проведён капитальный ремонт здания и заново отделана институтская церковь.